# Grenen
Koordinaten: 57° 44′ 38,5″ N, 10° 38′ 51″ O

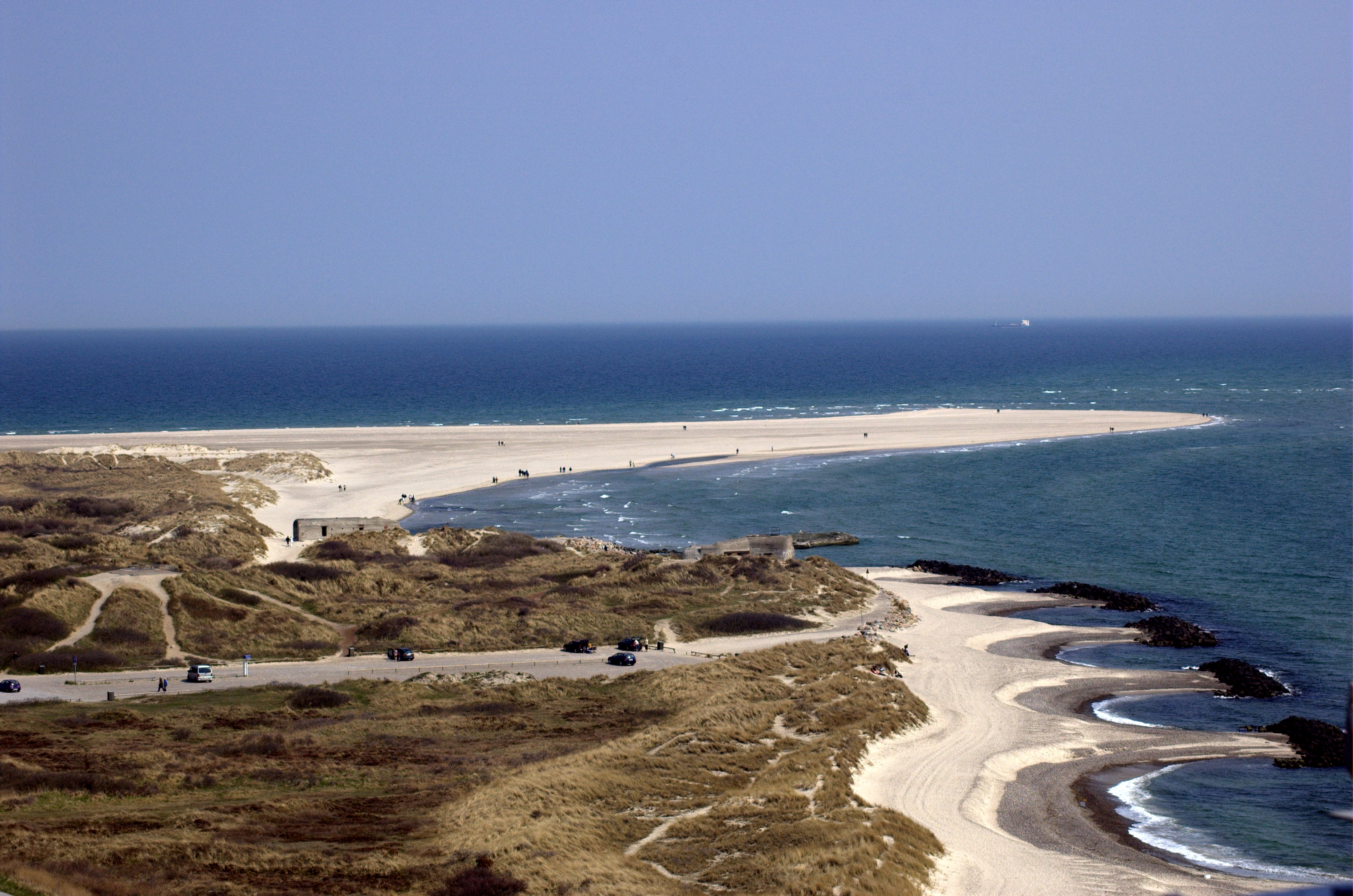
Sicht vom Leuchtturm über die Landspitze

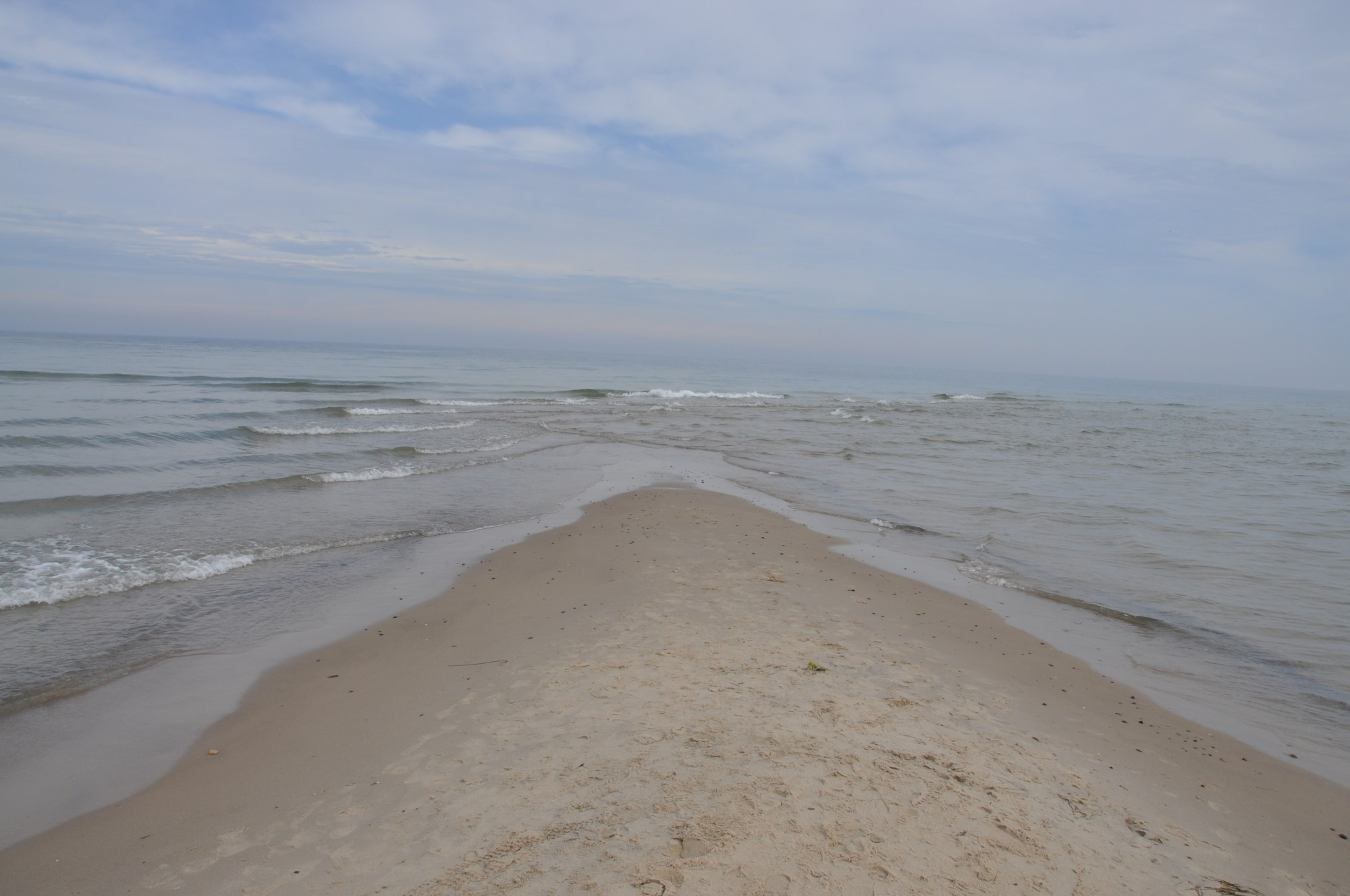
An der Landspitze tritt das Wasser der Nordsee (links) mit dem Wasser der Ostsee zusammen

Grenen [ˈgʀɛːʔnən] oder Skagens Gren (dänisch: gren „Zweig“; „Abzweig“) ist die sandige Landspitze nordöstlich der Stadt Skagen und bildet den nördlichen Endpunkt der nordjütischen Insel Vendsyssel-Thy und damit Jütlands und Dänemarks. Der Zusammenfluss von Nordsee (Skagerrak) und Kattegat, ein vielbesuchtes Ausflugsziel, ist etwas südöstlich vom nördlichsten Punkt entfernt. Wegen der widrigen Strömungsverhältnisse („kabbelige See“) ist das Baden am Strand von Grenen verboten.
Die Landspitze ist Namensgeber des Grenen Kunstmuseums (dänisch: Galleri Grenen).

## Geologische Besonderheiten
Grenen bildet die äußerste Spitze von Skagens Odde, einer rund 30 Kilometer langen Landzunge, die sich von einer gedachten Linie zwischen Hirtshals und Frederikshavn erstreckt. Diese Landzunge entstand über einen Zeitraum von 8.000 Jahren und wuchs zu einer der größten weltweit an.
Die Landzunge setzt sich in der Untiefe Skagens Rev fort, welche früher eine ernste Gefahr für die Schifffahrt darstellte, da es dort bei Sturm immer wieder zu schweren Schiffsunglücken kam, insbesondere bevor 1895 der Nord-Ostsee-Kanal eröffnet wurde.
Bedingt durch Strömungsverhältnisse, Materialtransport und Winde entstehen immer neue Strandwälle, die sich parallel zueinander an der Nordseite der Landzunge ablagern, annähernd von Nordwest nach Südost ausgerichtet. Auf Luftaufnahmen ist die sich hieraus ergebende streifenförmige Landschaftsstruktur gut zu erkennen. Auf diese Weise hat sich Skagen Odde in den letzten 300 Jahren um etwa 2,5 Kilometer nach Nordosten verlängert. Die verschiedenen Torfschichten, die im Untergrund der Landzunge zwischen Strandwallhorizonten eingelagert sind und in einem Steilküstenprofil an der Nordwestküste zu Tage treten, lassen sich datieren. An den Datierungen lässt sich ablesen, dass die Landzunge in den letzten 6.000 Jahren um etwa 20 Kilometer nach Nordosten gewachsen ist. Diese Entwicklung hält an und ermöglicht eine wissenschaftliche Beobachtung. Deswegen wurde Grenen als Gebiet von besonderem geologischen Interesse klassifiziert (dän. „nationale geologiske interesseområder“). Es genießt damit einen besonderen Schutzstatus nach dänischem Naturschutzrecht.(Beleg fehlt)

## Natur
Grenen markiert die Kreuzung zwischen der Skagerrak-Straße (Teil der Nordsee) und dem Kattegat-Meer, und die turbulenten kollidierenden Meere haben eine 4 km lange, gebogene Sandbank über und unter den Wellen geschaffen, die sich nach Osten erstrecken. Das Riff ist immer noch aktiv und ist im letzten Jahrhundert etwa 1 km nordöstlich in Richtung Schweden gewachsen, was zu einer mittleren jährlichen Wachstumsrate von etwa 10 m führte. Aufgrund der sehr starken Strömungen kann das Schwimmen dort tödlich sein und ist in den Gewässern um Grenen verboten.
In Dänemark ist das Gebiet um Grenen der Ort, an dem Naturfreunde die meisten Vogelarten beobachteten können.
Vogelbeobachter betrachten es als den besten Ort in Nordeuropa, um Greifvögel auf ihren Frühjahrszügen zu beobachten. Vögel versammeln sich hier oft, bevor sie die Meere nach Bohuslän in Schweden überqueren. Bei Südostwind gibt es mehr Zugvögel in der Nähe von Grenen. Wenn der Wind aus Südwest kommt, wählen viele Vögel stattdessen eine Route über Fünen und Seeland. Seit 2005 wird hier das jährliche Skagen Birding Festival gefeiert, das mehr als tausend Ornithologen und interessierte Besucher anzieht.
Neben der Möglichkeit zu ornithologischen Beobachtungen ist Grenen auch ein sehr guter Ort für die Beobachtung von Meeressäugern. Schweinswale und Seehunde sind hier häufig anzutreffen und auch Kegelrobben können ganzjährig gesichtet werden. Delfine (insbesondere Weißschnauzendelfine), Nördliche Zwergwale und Schwertwale zählen zu den am häufigsten gesichteten Meeressäugern. Aus Grenen gab es vereinzelte Berichte über seltenere Sichtungen, bei denen Walrosse, die Mützenrobben und weitere Tiere beobachtet werden konnten.
Wissenschaftler betrachten Grenen als Labor für Landbildung und Botanik, da hier ständig neues Land gebildet und geformt wird, das bald von zahlreichen Pionierpflanzen besiedelt wird.

## Bilder

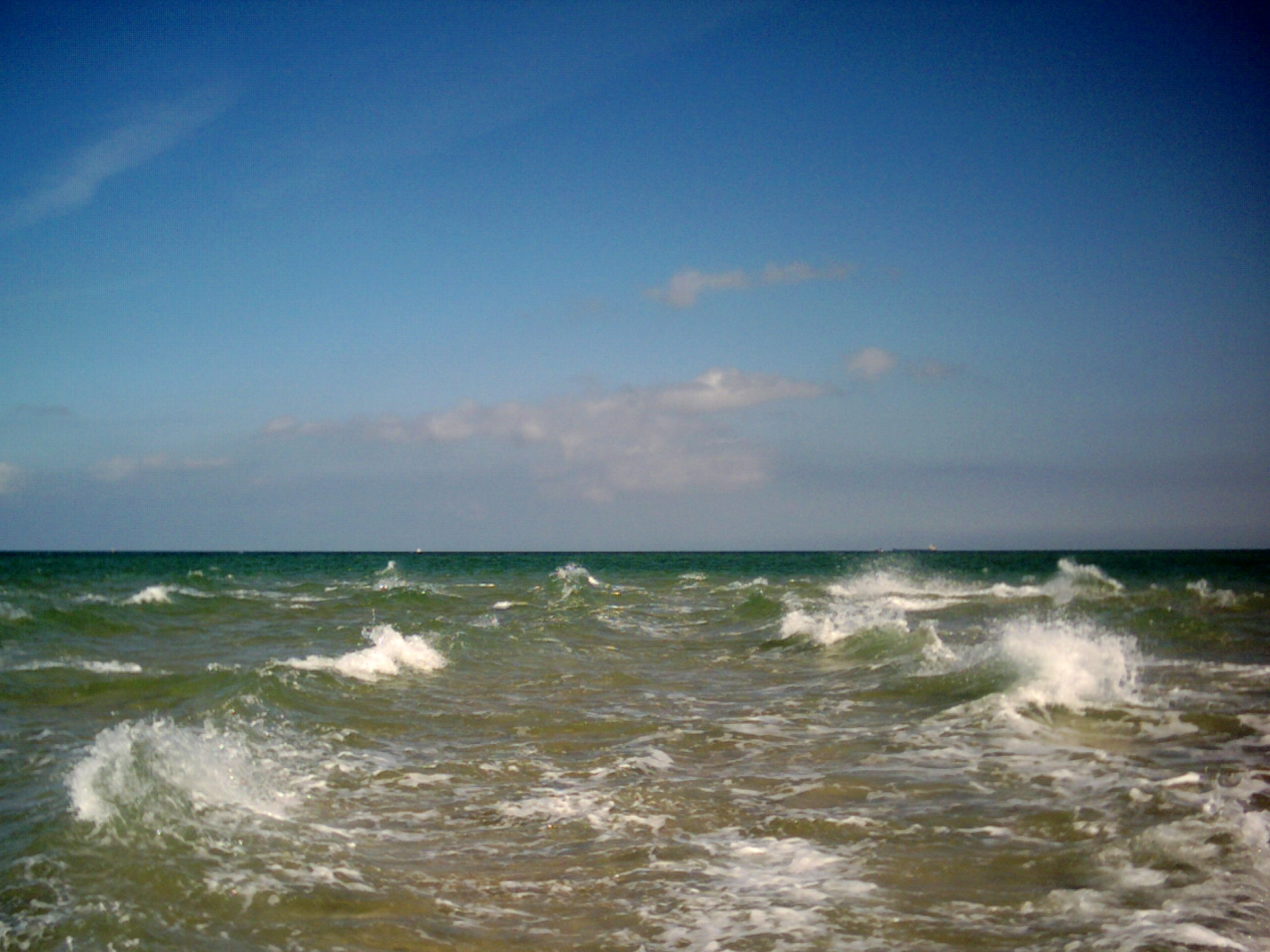
Zusammenfluss von Skagerrak und Kattegat
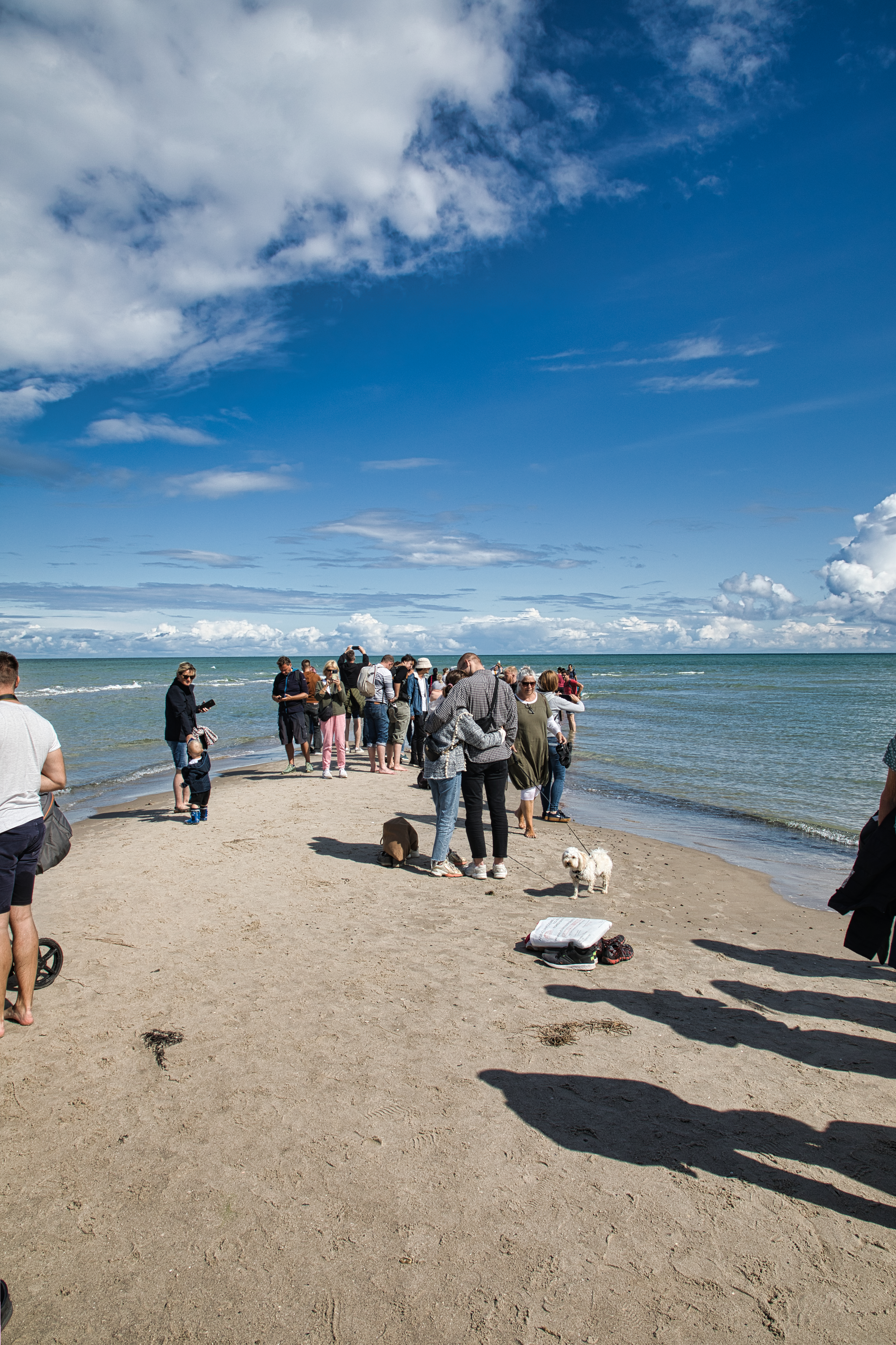
Blick von Grenen auf Nordsee und Kattegat
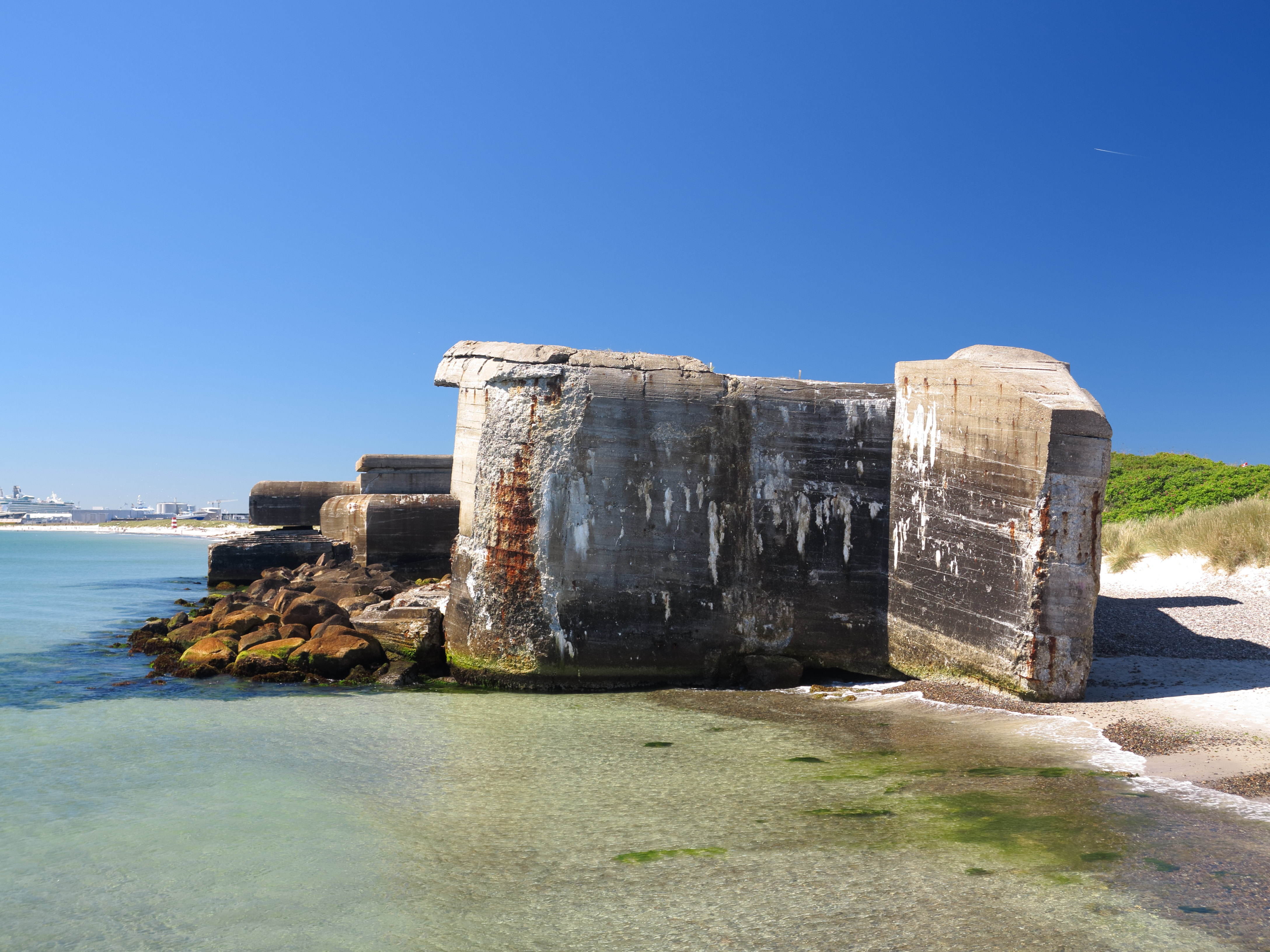
Bunkerruine am Strand von Grenen
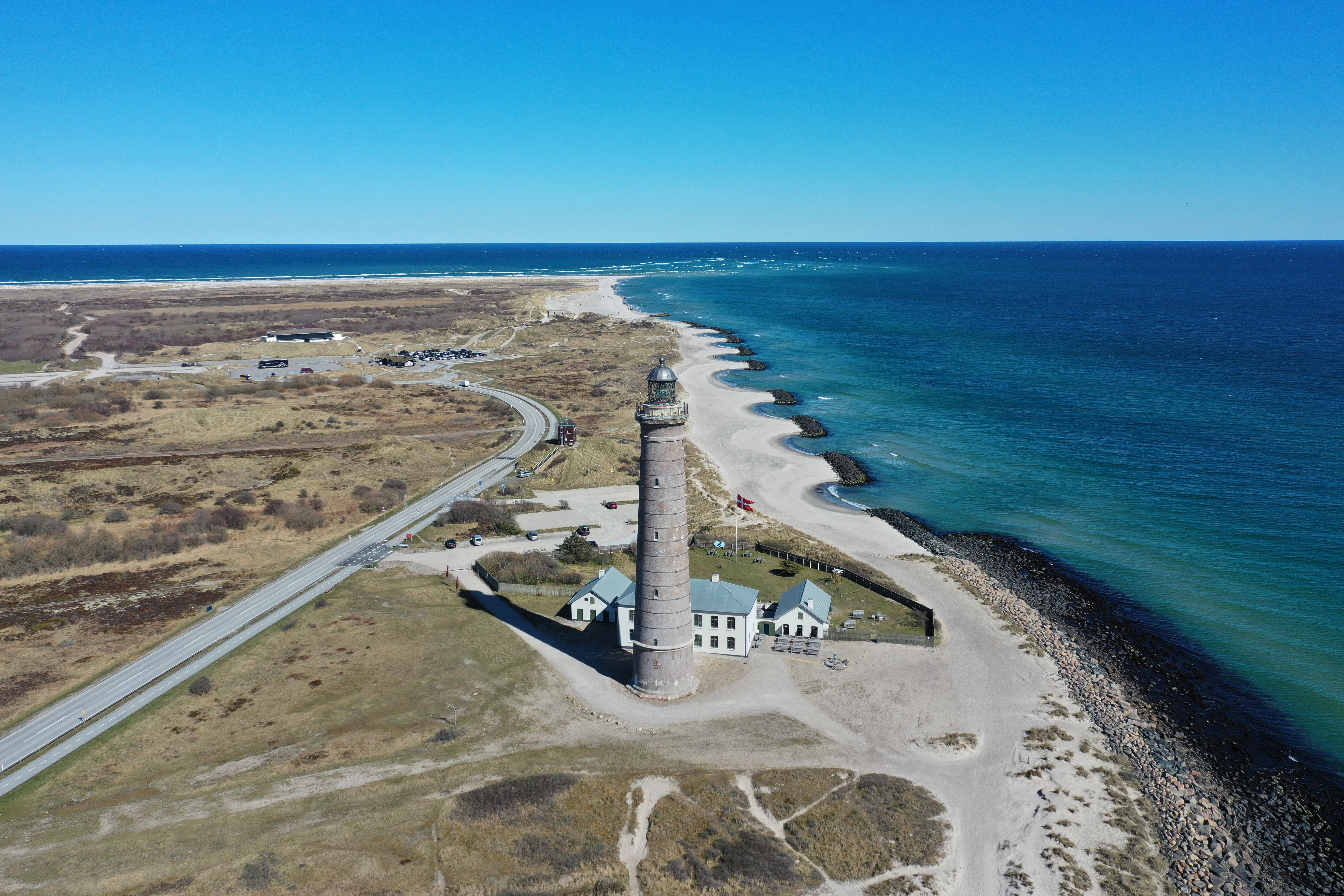
Grå Fyr, der Leuchtturm von Grenen, 2019
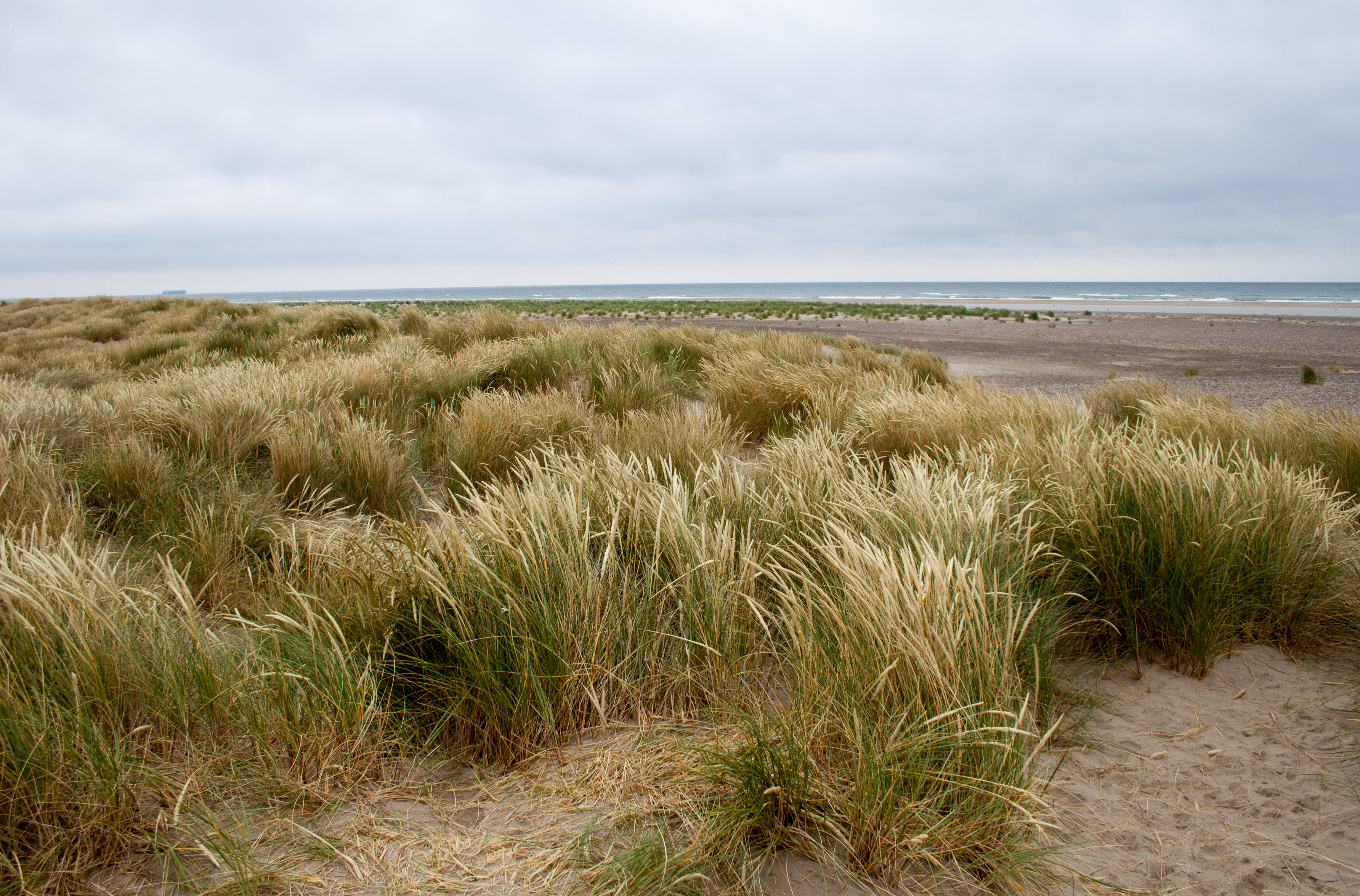
Typische Küstenvegetation
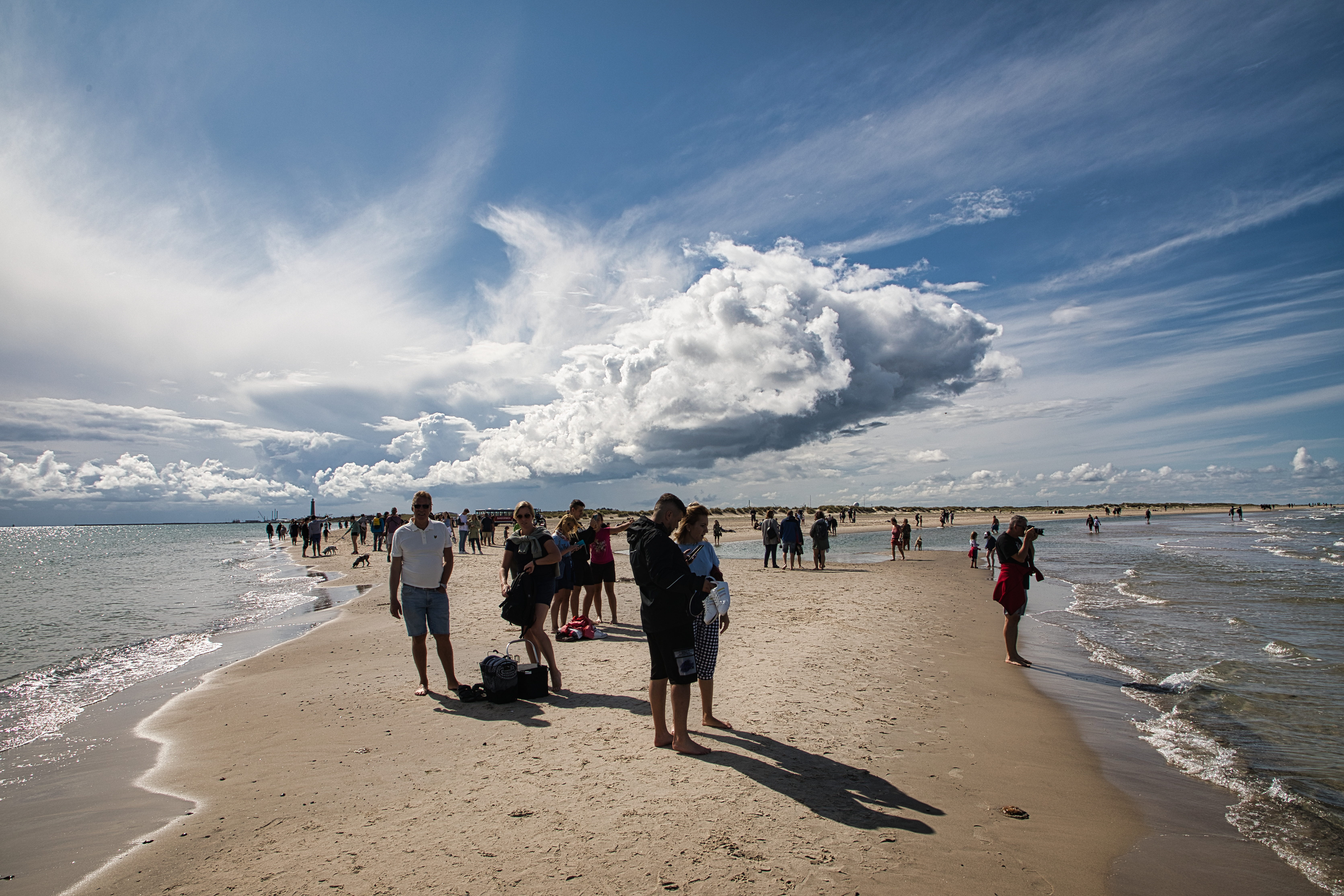
Touristenströme, 2021
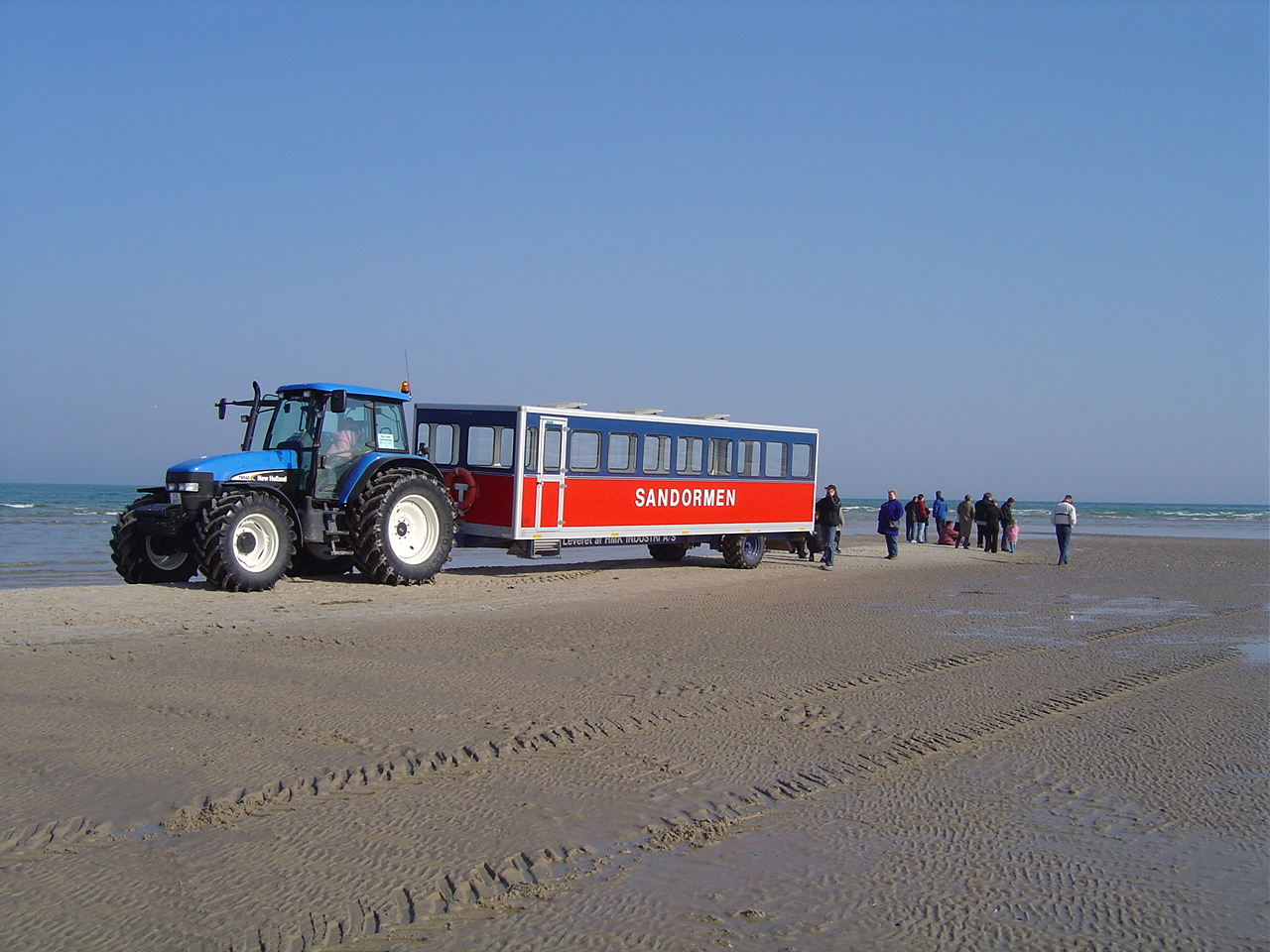
Touristentransporter Sandormen (Der Sandwurm)